# Professional A Football Group 2009/10
De Professional A Football Group 2009/10 was het 86ste seizoen van het Bulgaars nationaal voetbalkampioenschap. Het ging van start op 7 augustus 2009 en eindigde op 30 mei 2010.

## Eindstand
|     | Club                      | WG | W  | V  | G  | DV | DT | P  |                                            |
| --- | ------------------------- | -- | -- | -- | -- | -- | -- | -- | ------------------------------------------ |
| 1.  | Litex Lovech              | 30 | 22 | 4  | 4  | 59 | 17 | 70 | 2e voorronde UEFA Champions League 2010/11 |
| 2.  | CSKA Sofia                | 30 | 16 | 10 | 4  | 51 | 25 | 58 | 3e voorronde UEFA Europa League 2010/11    |
| 3.  | Levski Sofia              | 30 | 17 | 6  | 7  | 57 | 26 | 57 | 2e voorronde UEFA Europa League 2010/11    |
| 4.  | Lokomotiv Sofia           | 30 | 15 | 7  | 8  | 47 | 33 | 52 |                                            |
| 5.  | Tsjernomorets 919 Boergas | 30 | 15 | 6  | 9  | 44 | 29 | 51 |                                            |
| 6.  | Slavia Sofia              | 30 | 14 | 8  | 8  | 34 | 28 | 50 |                                            |
| 7.  | Tsjerno More Varna        | 30 | 13 | 9  | 8  | 40 | 28 | 48 |                                            |
| 8.  | Minyor Pernik             | 29 | 13 | 6  | 11 | 38 | 26 | 45 |                                            |
| 9.  | Pirin Blagoëvgrad         | 30 | 11 | 10 | 9  | 34 | 32 | 43 |                                            |
| 10. | Beroe Stara Zagora        | 30 | 10 | 8  | 12 | 30 | 36 | 38 | 3e voorronde UEFA Europa League 2010/111   |
| 11. | PFC Montana               | 30 | 9  | 9  | 12 | 30 | 37 | 36 |                                            |
| 12. | Lokomotiv Plovdiv         | 30 | 9  | 6  | 15 | 36 | 52 | 33 |                                            |
| 13. | OFC Sliven 2000           | 30 | 9  | 5  | 16 | 29 | 40 | 32 |                                            |
| 14. | Lokomotiv Mezdra          | 30 | 7  | 6  | 17 | 30 | 48 | 27 | Degradatie naar de B Grupa                 |
| 15. | Sportist Svoge            | 30 | 5  | 4  | 21 | 23 | 59 | 19 | Degradatie naar de B Grupa                 |
| 16. | Botev Plovdiv             | 30 | 1  | 4  | 25 | 12 | 78 | 12 | Degradatie naar de B Grupa                 |

1Gekwalificeerd via de Beker van Bulgarije.
2Botev Plovdiv voldeed na de winterstop niet langer aan de criteria voor deze competitie. Hierdoor werden 6 punten afgetrokken en werden al hun komende wedstrijden aanzien als een 3-0-overwinning voor hun tegenstander.

## Topscorers
19 goals
- Wilfried Niflore (Litex Lovech)

16 goals
- Martin Kamburov (Lokomotiv Sofia)

11 goals
- Ismail Isa (Lokomotiv Mezdra)
- Junior (Slavia Sofia)
- Georgi Andonov (Beroe Stara Zagora)
- Christo Jovov (Levski Sofia)

1924 · 1925 · 1937/38 · 1938/39 · 1939/40 · 2009/10 · 2017/18
Europese competities:
Albanië · Armenië · België · Bosnië en Herzegovina · Bulgarije · Cyprus · Denemarken · Duitsland · Engeland · Estland · Finland · Frankrijk · Griekenland · Hongarije · IJsland · Ierland · Israël · Italië · Kazachstan · Kroatië · Letland · Luxemburg · Montenegro · Nederland · Noorwegen · Oekraïne · Oostenrijk · Polen · Portugal · Roemenië · Rusland · San Marino · Schotland · Servië · Slovenië · Slowakije · Spanje · Tsjechië · Turkije · Zweden · Zwitserland
Europese competities: Super Cup 2010 · Champions League · Europa League